# Суад Шврака
Суад Шврака (Бања Лука, 6. октобар 1927 — Сарајево, 24. август 1995) био је југословенски фудбалер.

## Каријера
Рођен је 6. октобра 1927. године у Бањалуци. Фудбалску каријеру је започео у бањалучком Борцу. Члан Сарајева је постао у јануару 1947. године, а већ у првим утакмицама оправдао је епитет великог појачања. Са осам постигнутих погодака у 10 одиграних мечева, био је једна од најважнијих карика на путу ка историјском пласману у Прву савезну лигу. Доласком тренера Мирослава Брозовића у Сарајево, Шврака је добио нову улогу у тиму, а био је незаменљив на позицији центархалфа.
Годинама је био стуб одбране Сарајева, добре игре су му донеле у мају 1955. године позив у државни тим. Постао је први фудбалер Сарајева који је наступио за „А“ репрезентацију Југославије.
Дрес Сарајева је носио све до 1960. године када се вратио у матични Борац, где је две године касније завршио играчку каријеру. За тим са Кошева одиграо је 232 званичне утакмице и постигао 15 погодака.
Шврака је убијен 24. августа 1995. године у Сарајеву, током оружаног сукоба у БиХ.

## Наступи за репрезентацију Југославије
| #  | Датум         | Место                | Противник | Резултат | Гол | Такмичење            |
| -- | ------------- | -------------------- | --------- | -------- | --- | -------------------- |
| 1. | 15. мај 1955. | Стадион ЈНА, Београд | Шкотска   | 2:2      | 0   | Пријатељска утакмица |